# Adiaphora
Az adiaphora (egyes szám: adiaphoron) a görögből (ἀδιάφορα "közömbös dolgok") származó fogalom, ami a sztoikus filozófiában az erkölcsi megfontolásokon kívül eső dolgokat és cselekedeteket jelöli.  
A kereszténység az adiaphora fogalma alatt azokat a dolgokat érti, amelyek nem lényegesek a hit szempontjából, illetve megengedhetők a hívő keresztények és az egyház számára is. A fogalom közelebbi meghatározása az egyes keresztény egyházakban, teológiai iskolákban különböző lehet.